# Махинация
Махинация (из лат. machinatio «механизм, уловка, ухищрение») — совокупность действий, направленных на получение выгоды нечестным способом.
Синонимы: афера, жульничество. Махинацией обычно называют несколько действий (афера, жульничество, мошенничество, обманная комбинация), а не единичное действие (уловка, проделка). Также махинация означает тихую операцию (без лишних свидетелей, в узком кругу махинаторов). Человек, занимающийся этим, называется махинатор.

## Некоторые цитаты
Для преступлений богатых часто используют предложенный Э.Сазерлендом термин «беловоротничковая преступность». Им обозначают такие корыстные преступления, которые могут совершать в основном состоятельные люди: неуплата налогов, нелегальные торговые сделки, махинации с ценными бумагами и земельной собственностью, растраты, изготовление и продажа опасных для жизни продуктов, загрязнение окружающей среды.
В результате поглощения большого числа компаний в США образовались крупные фирмы — конгломераты, состоящие из предприятий, не имеющих между собой никаких функциональных связей. Возникновение их связано с различного рода спекуляциями, аферами и махинациями, в которых участвовали многие банки и взаимные фонды. Кризис, разразившийся в 1969, сказался на конгломератах, вынудив их распродать часть своих активов.

## Этимология и другие языки
Польский: machinacja — махинация, происки,
Французский: machination — махинация, хитрый замысел; козни, происки
Латинский: machinatio — хитрость, уловка, ухищрение; искусное устройство, механизм, от machinor — придумывать, замышлять, от machina — устройство; приём, уловка, хитрость.
Греческий mekhane (дор. makhana) — вымысел, хитрость; орудие, машина.

## Пример махинации (значение слова)
Это одна из самых крупных махинаций для демонстрации значения слова.
Джордж Болдуин Селден (1846—1922), юрист из г. Рочестер, штат Мичиган.
В конце 1870-х годов он заявил об изобретении «уличного локомотива». Если верить Селдену, он задумал самодвижущийся экипаж ещё во времена Гражданской войны в США, но в реальную конструкцию свой замысел так и не воплотил. Возможно поэтому, подав первую заявку на патент аж в 1877 году, он смог получить последний только спустя восемнадцать лет в 1895 году, когда каждый мог убедиться в том, что такие игрушки действительно ездят. Однако он отлично поднаторел в законах и его последняя заявка оказалась сформулирована настолько филигранно, что под неё подходил практически любой автомобиль.

Селден запатентовал конструкцию авто, как таковую, с описанием общей компоновки и принципов действия: в патенте за № 549.160 в частности, значилось, что изобретён «безлошадный экипаж, с лёгкими колёсами и багажником, лёгкий в управлении и производящий достаточно энергии для своего передвижения».

Последствия были фантастическими. В 1903 году по итогам процесса суд не только заставил одну компанию заплатить Селдену плату за патент, но и обязал автопроизводителей создать ассоциацию, чтобы регулировать использование патента. Члены созданной вскоре «Ассоциации лицензированных автопроизводителей» (Association of Licensed Automobile Manufacturers — ALAM) приобрели патент у Селдена и должны были отчислять его обладателю 1,25 % выручки  с каждой продажи автомобиля, включая импорт. Никакого «автомобиля Селдена» по-прежнему не существовало, зато старость законника была явно обеспечена.

Занятно, что автопроизводители смирились с этим узаконенным безобразием.